# Provincia di Chimbu
La  provincia di Chimbu  o Simbu, in inglese Chimbu Province, è una provincia della Papua Nuova Guinea appartenente alla Regione delle Terre Alte.

## Geografia fisica
La provincia comprende una zona montuosa centro-orientale dell'isola Nuova Guinea e confina con le province di Altopiani Orientali, Madang, Altopiani Occidentali, Golfo e Altopiani del Sud.

## Geografia antropica

### Suddivisioni amministrative
La provincia è suddivisa in distretti, che a loro volta sono suddivisi in aree di governo locale (Local Level Government Areas).
| Distretti                                                        | Capoluogo  | Aree LLG            |
| ---------------------------------------------------------------- | ---------- | ------------------- |
| Distretto di Chuave                                              | Chuave     | Chuave Rural        |
| Distretto di Chuave                                              | Chuave     | Elimbari Rural      |
| Distretto di Chuave                                              | Chuave     | Siane Rural         |
| Distretto di Gumine                                              | Gumine     | Bomai-Kumai Rural   |
| Distretto di Gumine                                              | Gumine     | Gumine Rural        |
| Distretto di Gumine                                              | Gumine     | Mount Digine Rural  |
| Distretto di Karimui-Nomane                                      | Karimui    | Karimui Rural       |
| Distretto di Karimui-Nomane                                      | Karimui    | Nomane Rural        |
| Distretto di Karimui-Nomane                                      | Karimui    | Salt Rural          |
| Distretto di Kerowagi                                            | Kerowagi   | Gena-Waugla Rural   |
| Distretto di Kerowagi                                            | Kerowagi   | Kerowagi Rural      |
| Distretto di Kerowagi                                            | Kerowagi   | Kup Rural           |
| Distretto di Kundiawa-Gembogl                                    | Kundiawa   | Kundiawa Urban      |
| Distretto di Kundiawa-Gembogl                                    | Kundiawa   | Mount Wilhelm Rural |
| Distretto di Kundiawa-Gembogl                                    | Kundiawa   | Niglkande Rural     |
| Distretto di Kundiawa-Gembogl                                    | Kundiawa   | Waiye Rural         |
| Distretto di Sina Sina-Yonggomugl (Sinasina-Yonggomugl Distrikt) | Yonggomugl | Sinasina Rural      |
| Distretto di Sina Sina-Yonggomugl (Sinasina-Yonggomugl Distrikt) | Yonggomugl | Suwai Rural         |
| Distretto di Sina Sina-Yonggomugl (Sinasina-Yonggomugl Distrikt) | Yonggomugl | Yonggomugl Rural    |